# 土井利延
土井 利延（どい としのぶ）は、肥前国唐津藩3代藩主。土井家宗家7代。

## 略歴
享保8年（1723年）、分家で5000石を領した大身旗本土井利清の長男として生まれる。唐津藩の先代藩主である土井利実の長男の利武が享保18年（1733年）に早世したため、利実の養子として迎えられる。元文元年（1736年）、利実の死去により家督を継ぐ。
元文2年（1737年）12月、従五位下・大炊頭に叙位・任官する。しかし年少のため、家老の土井内蔵が政務を代行した。延享元年（1744年）に死去した。享年22。跡を弟で養子の利里が継いだ。

## 系譜
父母
- 土井利清（実父）
- 土井利益の娘（実母）
- 土井利実（養父）

養子
- 土井利里 - 土井利清の次男